# Route nationale 150
Die Route nationale 150, kurz N 150 oder RN 150, ist eine französische Nationalstraße.

## Geschichte
Die Nationalstraße wurde 1824 zwischen Lusignan und Saint-Julien-de-l’Escap auf einer Länge von 73,5 Kilometern festgelegt. Sie geht auf die Route impériale 170 zurück. Im Jahr 1930 wurde ihr Straßenverlauf mit der 33 km langen Streckenführung zwischen Saintes und Royan erweitert, die durch die Nationalstraßen 138 und 139 mit dem ersten Abschnitt verbunden war.
Bei der Reform 1972 wurde der erste Abschnitt abgestuft und dafür die Strecken von Niort nach Saintes von der Nationalstraße 138 übernommen. 2006 wurde dann dieser übernommene Abschnitt abgestuft. Zwischen Saintes und Saujon wurde die Straße zur Schnellstraße ausgebaut und die alte Führung abgestuft.
Die Gesamtlänge im Jahr 1973 betrug 106,5 Kilometer. Heute ist die Nationalstraße nur noch 34 Kilometer lang. Sie ist Teil der Route Centre-Europe-Atlantique.

## Streckenverlauf
| Position | höchste zulässige Gesamtgeschwindigkeit | Fahrbahnen | Typ                          | Abschnitt               | Längengrad | Breitengrad |
| -------- | --------------------------------------- | ---------- | ---------------------------- | ----------------------- | ---------- | ----------- |
| 1        | 110                                     | 2          | Beginn an Straße             |                         | 45.6659    | −0.9438     |
| 2        | 110                                     | 2          | Teil-Anschlußstelle          | Saujon                  | 45.6729    | −0.9408     |
| 3        | 110                                     | 2          | Vollständige Anschlussstelle | Saujon                  | 45.6784    | −0.9320     |
| 4        | 110                                     | 2          | Vollständige Anschlussstelle | Saujon                  | 45.6808    | −0.9136     |
| 5        | 110                                     | 2          | Vollständige Anschlussstelle |                         | 45.6891    | −0.8353     |
| 6        | 110                                     | 2          | Teil-Anschlußstelle          | Pisany                  | 45.6999    | −0.7977     |
| 7        | 110                                     | 2          | Teil-Anschlußstelle          | Pisany                  | 45.7040    | −0.7881     |
| 8        | 110                                     | 2          | Teil-Anschlußstelle          | Pisany                  | 45.7035    | −0.7741     |
| 9        | 110                                     | 2          | Kreuzung ohne Anschluß       | A 10                    | 45.7172    | −0.6588     |
| 10       | 110                                     | 2          | Ende der Autobahn            | N 141-ex N137 - D137_17 | 45.7258    | −0.6498     |